# Championnats d'Europe de cyclisme sur piste 2010
Navigation
Apeldoorn 2011

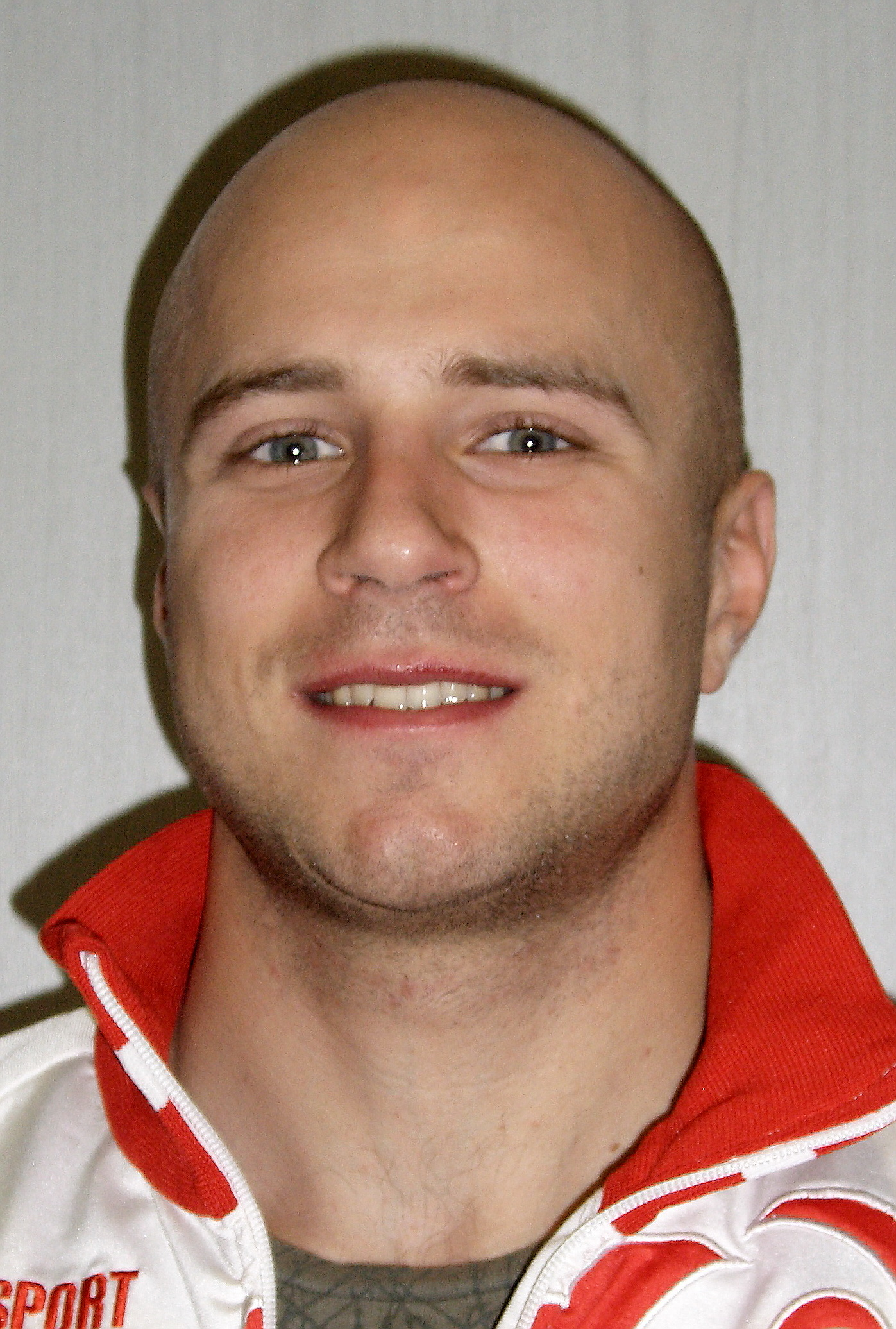
Denis Dmitriev remporte la vitesse lors de ces championnats.

Les Championnats d'Europe de cyclisme sur piste élites 2010 se sont déroulés du 5 au 7 novembre 2010 sur la BGŻ Arena à Pruszków en Pologne.
Les 10 épreuves olympiques (vitesse, vitesse par équipes, keirin, poursuite par équipes et omnium  pour les hommes et les femmes) et la course à l'américaine ont lieu dans le cadre de ces premiers championnats d'Europe. Le championnat est la première compétition rapportant des points pour la qualification en vue des Jeux olympiques de 2012.
La Grande-Bretagne termine la compétition en tête du tableau des médailles avec 7 médailles dont 3 titres. La compétition a été marquée par l'élimination du multiple champion olympique Sir Chris Hoy face au jeune Irlandais de 18 ans Felix English en 1/8e de finale du tournoi de vitesse.
Les championnats d'Europe pour les juniors et les espoirs se sont déroulés du 10 au 15 septembre à Saint-Pétersbourg en Russie.

## Résultats

### Épreuves masculines
| Épreuves              | Or                                                                  | Or             | Argent                                                             | Argent           | Bronze                                                           | Bronze         |
| --------------------- | ------------------------------------------------------------------- | -------------- | ------------------------------------------------------------------ | ---------------- | ---------------------------------------------------------------- | -------------- |
| Keirin                | Jason Kenny Royaume-Uni                                             |                | Matthew Crampton Royaume-Uni                                       |                  | Adam Ptacnik Tchéquie                                            |                |
| Vitesse individuelle  | Denis Dmitriev Russie                                               |                | Kévin Sireau France                                                |                  | Jason Kenny Royaume-Uni                                          |                |
| Vitesse par équipes   | Allemagne Robert Förstemann Maximilian Levy Stefan Nimke            | 44 s 066       | France Michaël D'Almeida François Pervis Kévin Sireau              | 44 s 281         | Royaume-Uni Matthew Crampton Chris Hoy Jason Kenny               | 43 s 968       |
| Poursuite par équipes | Royaume-Uni Steven Burke Edward Clancy Jason Queally Andrew Tennant | 4 min 00 s 482 | Russie Ievgueni Kovalev Ivan Kovalev Alexei Markov Alexander Serov | 4 min 04 s 274   | Pays-Bas Levi Heimans Arno van der Zwet Tim Veldt Sipke Zijlstra | 4 min 06 s 049 |
| Américaine            | Tchéquie Martin Bláha Jiří Hochmann                                 | 9 pts          | Belgique Kenny De Ketele Tim Mertens                               | 19 pts (-1 tour) | Ukraine Mykhaylo Radionov Sergiy Lagkuti                         | 1 pt (-1 tour) |
| Omnium                | Roger Kluge Allemagne                                               | 22 pts         | Tim Veldt Pays-Bas                                                 | 29 pts           | Rafał Ratajczyk Pologne                                          | 31 pts         |

### Épreuves féminines
| Épreuves              | Or                                                        | Or             | Argent                                                        | Argent         | Bronze                                                | Bronze         |
| --------------------- | --------------------------------------------------------- | -------------- | ------------------------------------------------------------- | -------------- | ----------------------------------------------------- | -------------- |
| Keirin                | Olga Panarina Biélorussie                                 |                | Simona Krupeckaitė Lituanie                                   |                | Lyubov Shulika Ukraine                                |                |
| Vitesse individuelle  | Sandie Clair France                                       |                | Kristina Vogel Allemagne                                      |                | Simona Krupeckaitė Lituanie                           |                |
| Vitesse par équipes   | France Sandie Clair Clara Sanchez                         | 33 s 478       | Royaume-Uni Victoria Pendleton Jessica Varnish                | 33 s 586       | Allemagne Kristina Vogel Miriam Welte                 | 33 s 708       |
| Poursuite par équipes | Royaume-Uni Katie Colclough Wendy Houvenaghel Laura Trott | 3 min 23 s 435 | Lituanie Vaida Pikauskaitė Vilija Sereikaitė Aušrinė Trebaitė | 3 min 29 s 992 | Allemagne Lisa Brennauer Verena Jooß Madeleine Sandig | 3 min 28 s 127 |
| Omnium                | Leire Olaberría Espagne                                   | 26 pts         | Tatsiana Sharakova Biélorussie                                | 29 pts         | Malgorzata Wojtyra Pologne                            | 34 pts         |

## Tableau des médailles
| Rang  | Nation          | Or | Argent | Bronze | Total |
| ----- | --------------- | -- | ------ | ------ | ----- |
| 1     | Grande-Bretagne | 3  | 2      | 2      | 7     |
| 2     | France          | 2  | 2      | 0      | 4     |
| 3     | Allemagne       | 2  | 1      | 2      | 5     |
| 4     | Biélorussie     | 1  | 1      | 0      | 2     |
| 4     | Russie          | 1  | 1      | 0      | 2     |
| 6     | Tchéquie        | 1  | 0      | 1      | 2     |
| 7     | Espagne         | 1  | 0      | 0      | 1     |
| 8     | Lituanie        | 0  | 2      | 1      | 3     |
| 9     | Pays-Bas        | 0  | 1      | 1      | 2     |
| 10    | Belgique        | 0  | 1      | 0      | 1     |
| 11    | Pologne         | 0  | 0      | 2      | 2     |
| 11    | Ukraine         | 0  | 0      | 2      | 2     |
| Total | Total           | 11 | 11     | 11     | 33    |